# جزیره ساموی
جزیره ساموی (به لاتین: Ko Samui) یک جزیره در تایلند است که در Surat Thani واقع شده‌است.

## خصوصیات
جزیره ساموی ۲۲۸٫۷ کیلومترمربع مساحت و ۶۲٬۵۰۰ نفر جمعیت دارد.